# 中原町 (豊橋市)
中原町（なかはらちょう）は、愛知県豊橋市の地名。

## 地理
豊橋市東部に位置する。東は静岡県湖西市、西は雲谷町・三弥町、南は原町・豊清町に接する。

### 河川
- 梅田川[1]

### 字一覧
- アラタ（あらた）[WEB 5]
- 一町田（いっちょうだ）[WEB 5]
- 岩下（いわした）[WEB 5]
- 岩西（いわにし）[WEB 5]
- 岩マエ（いわまえ）[WEB 5]
- 大池（おおいけ）[WEB 5]
- 上ノ谷（かみのや）[WEB 5]
- 瓶焼（かめやき）[WEB 5]
- 荒神（こうじん）[WEB 5]
- 新瓶焼（しんかめやき）[WEB 5]
- 地歩（じぶ）[WEB 5]
- 堤下（つつみした）[WEB 5]
- 寺西（てらにし）[WEB 5]
- 中島（なかじま）[WEB 5]
- 中ノ谷（なかのや）[WEB 5]
- 西荒神（にしこうじん）[WEB 5]
- 東荒神（ひがしこうじん）[WEB 5]
- 東ノ谷（ひがしのや）[WEB 5]
- 東山（ひがしやま）[WEB 5]
- 平山（ひらやま）[WEB 5]
- 丸山（まるやま）[WEB 5]
- 南（みなみ）[WEB 5]

## 歴史

### 人口の変遷
国勢調査による人口および世帯数の推移。
| 1995年（平成7年）  | 461世帯 1227人 |  |
| 2000年（平成12年） | 449世帯 1213人 |  |
| 2005年（平成17年） | 440世帯 1183人 |  |
| 2010年（平成22年） | 477世帯 1240人 |  |
| 2015年（平成27年） | 402世帯 1022人 |  |

### 沿革
- 江戸時代 - 三河国渥美郡中原村として所在[2]。1621年（元和元年）に開発[2]。当初は三河吉田藩領[2]。
- 1832年（天保3年） - 幕府領となる[2]。
- 1838年（天保9年） - 三河吉田藩領に復する[2]。
- 1878年（明治11年） - 谷川村の一部となる[3]。
- 1955年（昭和30年） - 二川町谷川の一部により、豊橋市中原町が成立する[3]。

## 交通
- 愛知県道・静岡県道3号豊橋湖西線（二川バイパス）[1]
- JR東海道本線[1]

## 施設
- 谷川校区市民館[1]
- 豊橋市立谷川小学校[1]
- 谷川保育園[1]
- 谷川駐在所[1]
- 曹洞宗原中寺[1]
- 立巌稲荷[1]
- 神明社[1]

### WEB
1. ↑  “愛知県豊橋市の町丁・字一覧”.   人口統計ラボ. 2023年4月13日閲覧。
2. ↑  総務省統計局 (2017年1月27日). “平成27年国勢調査の調査結果(e-Stat) - 男女別人口及び世帯数 －町丁・字等” (CSV). 2021年7月21日閲覧。
3. ↑  “愛知県豊橋市の郵便番号一覧”.   日本郵便. 2023年4月13日閲覧。
4. ↑  “市外局番の一覧” (PDF).   総務省 (2022年3月1日). 2022年3月22日閲覧。
5. 1 2 3 4 5 6 7 8 9 10 11 12 13 14 15 16 17 18 19 20 21 22  “愛知県豊橋市 住所一覧から地図を検索”.   ONE COMPATH. 2023年8月17日閲覧。
6. ↑  総務省統計局 (2014年3月28日). “平成7年国勢調査の調査結果(e-Stat) - 男女別人口及び世帯数 －町丁・字等” (CSV). 2021年7月20日閲覧。
7. ↑  総務省統計局 (2014年5月30日). “平成12年国勢調査の調査結果(e-Stat) - 男女別人口及び世帯数 －町丁・字等” (CSV). 2021年7月20日閲覧。
8. ↑  総務省統計局 (2014年6月27日). “平成17年国勢調査の調査結果(e-Stat) - 男女別人口及び世帯数 －町丁・字等” (CSV). 2021年7月21日閲覧。
9. ↑  総務省統計局 (2012年1月20日). “平成22年国勢調査の調査結果(e-Stat) - 男女別人口及び世帯数 －町丁・字等” (CSV). 2021年7月21日閲覧。
10. ↑  総務省統計局 (2017年1月27日). “平成27年国勢調査の調査結果(e-Stat) - 男女別人口及び世帯数 －町丁・字等” (CSV). 2021年7月21日閲覧。

### 書籍
1. 1 2 3 4 5 6 7 8 9 10 11 12  「角川日本地名大辞典」編纂委員会 1989, p. 1791.
2. 1 2 3 4 5  「角川日本地名大辞典」編纂委員会 1989, p. 953.
3. 1 2  「角川日本地名大辞典」編纂委員会 1989, p. 954.